# Dion Dublin
Dion Dublin (* 22. April 1969 in Leicester) ist ein ehemaliger englischer Fußballspieler. Der vierfache englische Nationalspieler, der gleichsam als Innenverteidiger und Stürmer eingesetzt werden konnte, gewann 1993 mit Manchester United die englische Meisterschaft. Dort war er jedoch zumeist nur Ersatzmann und bereits im Jahr darauf zog es ihn zum Erstligakonkurrenten Coventry City, für den er in der Saison 1997/98 mit 18 Ligatoren treffsicherster Schütze in der Premier League war (gemeinsam mit Michael Owen und Chris Sutton). Im November 1998 wechselte er zu Aston Villa, wo er im Jahr 2000 mit dem Einzug ins FA-Cup-Endspiel einen weiteren Erfolg verzeichnete. Über den Umweg Leicester City war er kurz vor seinem Karriereende noch einmal in Schottland bei Celtic Glasgow beschäftigt und gewann hier 2006 sowohl die Meisterschaft als auch den Ligapokal.

## Sportlicher Werdegang

### Beginn der Profilaufbahn: Cambridge United (bis 1992)
Während seiner Schulzeit in Leicestershire spielte Dion Dublin für Wigston Fields, einem örtlichen Verein eines Vorortes in Süd-Leicester. Für Oakham United war er anschließend im Non-League football unterwegs, bevor es ihn im März 1988 zum englischen Erstligisten Norwich City zog. Dort kam er jedoch nur in der Reservemannschaft zum Zuge und bereits im August 1988 wechselte er ablösefrei in die vierthöchste Spielklasse zu Cambridge United.
In seiner ersten Spielzeit entwickelte er sich dort nach seinem Debüt per Einwechslung am 16. Dezember 1988 beim FC Wrexham (1:3) stetig zu einer festen Größe in Cambridge. Dabei wurde er gleichsam im Sturmzentrum als auch in der Abwehr eingesetzt. Er schoss in der Saison 1988/89 insgesamt sechs Meisterschaftstore, darunter ein Hattrick beim 5:1 gegen Peterborough United kurz nach dem Jahreswechsel. Ebenfalls 1988 bestritt Dublin einen Kurzauftritt per Einwechslung beim FC Barnet, wohin ihn Cambridge kurzzeitig ausgeliehen hatte. Fortan wurde er für Cambridge United immer mehr zu einem Schlüsselspieler und er war maßgeblich mitverantwortlich dafür, dass der Verein aus der vierten Liga nach zwei aufeinanderfolgenden erfolgreichen Spielzeiten 1990 und 1991 bis in die zweite Liga aufstieg. Dabei steuerte er zunächst in der Saison 1989/90 wie auch sein Sturmpartner John Taylor 15 Ligatore zum Erreichen der Playoff-Spiele zum Aufstieg in die dritthöchste Spielklasse bei Aufstiegsplayoffs bei. Im Finale schoss er danach das einzige Tor zum Sieg gegen den FC Chesterfield, das gleichzeitig erste im Wembley-Stadion nach Einführung dieser Entscheidungspartien. In der Saison 1990/91 setzte Cambridge United den „Durchmarsch“ als Drittligameister fort und Dublin war mit 17 Toren (drei mehr als Taylor) bester Torjäger seiner Mannschaft.
Die Erfolgsgeschichte ging in der Saison 1991/92 weiter und Dublin qualifizierte sich mit Cambridge United gar über den fünften Abschlusstabellenplatz für die Playoffs zum Aufstieg in die höchste englische Spielklasse. Dort scheiterte der Klub jedoch im Halbfinale deutlich an Leicester City. Dublin, der erneut 15 Ligatore geschossen hatte und mit 1989 sowie 1990 zweimal bis ins FA-Cup-Viertelfinale vorgestoßen war, hatte sich aber einen so guten Namen gemacht, dass sich spätestens nun prominente Erstligisten wie Manchester United, der FC Chelsea und der FC Everton an einer Verpflichtung von Dublin interessiert zeigten.

### Manchester United (1992–94)
Dublin entschied sich Anfang August 1992 für Manchester United, nachdem sich der dortige Trainer Alex Ferguson persönlich bei einem Pokalspiel von seinen Qualitäten überzeugt hatte. Die „Red Devils“ zahlten eine Ablösesumme in Höhe von einer Million Pfund, wobei Dublin nur als „zweite Wahl“ galt, da Ferguson ursprünglich Alan Shearer vom FC Southampton verpflichten wollte, der aber wiederum die Blackburn Rovers vorgezogen hatte. Der Start verlief für Dublin in Manchester zunächst positiv und beim 1:0-Sieg in Southampton schoss er in letzter Minute den Siegtreffer. Kurz darauf brach er sich am 2. September 1992 nach einem Zweikampf mit Eric Young von Crystal Palace ein Bein und musste ein halbes Jahr lang pausieren. Nach der Genesung fand er nicht wieder zurück in die Mannschaft, da der neu verpflichtete Éric Cantona furios aufspielte und mit Mark Hughes das Sturmduo bildete. Manchester United gewann schließlich die englische Meisterschaft, aber obwohl er die Mindestanzahl von zehn Premier-League-Einsätzen verfehlte, wurde ihm eine Medaille im Rahmen einer Ausnahmeregelung („Special Dispensation“) zugesprochen.
In seiner zweiten Manchester-Saison 1993/94 kam Dublin weiterhin außerhalb der Reservemannschaft nicht richtig zum Zug und im Dezember 1993 einigte sich Ferguson bereits mit seinem Trainerkollegen Howard Kendall in Bezug auf einen Wechsel zum FC Everton. Da aber Evertons Board of Directors den Transfer nicht absegnte – wonach Kendall übrigens in Everton direkt seinen Rücktritt verkündete – blieb Dublin bis zum Ende der Spielzeit in Manchester. Insgesamt absolvierte er fünf Ligapartien in dieser Saison 1993/94, wobei ihm Anfang April 1993 beim 3:2-Heimsieg gegen Oldham Athletic ein einziges Tor gelang. Für eine erneute Meistermedaille war dies nun deutlich zu wenig. Auch beim Finalsieg im FA Cup blieb er unberücksichtigt und Dublin schaffte es nicht einmal auf die Ersatzbank. Kurz darauf heuerte er für eine Ablösesumme von zwei Millionen Pfund beim Erstligakonkurrenten Coventry City an.

### Coventry City (1994–98)
Dublin war in Coventry auf Anhieb mit zehn Toren in den ersten dreizehn Spielen eine Verstärkung. Eine Leistenverletzung im November 1994 ließ ihn danach sechs Ligapartien pausieren, die allesamt von seinem Team nicht gewonnen werden konnten. Bei seinem positiven Einstand kam dazu, dass er neben seinen Torjägerqualitäten auch immer wieder Stärken in der Defensive demonstrierte. Die dreizehn Ligatreffer in der Saison 1994/95 übertraf er in der folgenden Spielzeit 1995/96 um ein weiteres Tor. Dabei zeigte sich der mittlerweile zum Kapitän beförderte „Sturmführer“ technisch versiert und erfolgreich bei Kopfballduellen. Er war erneut ein wesentlicher Faktor für die guten Hinrunde des Vereins und bei Verletzungsunterbrechungen im September und Oktober gewann die Mannschaft keine Premier-League-Partie. Bei seinem Comeback sorgte seine Einwechslung im Ligapokal mit für den knappen 3:2-Sieg gegen Tottenham Hotspur. Zu seinen oft sehenswerten Toren zählte ein Kopfballtreffer zum 1:1-Ausgleich gegen die Queens Park Rangers, ein Volleyschuss erneut gegen Tottenham, ein akrobatisches Tor beim 5:0 gegen die Blackburn Rovers und ein Hattrick gegen Sheffield Wednesday, der jedoch nicht genügte, um eine 3:4-Niederlage abzuwenden. Er galt nun mehr denn je als einer besten Stürmer in der Liga und obwohl er sich ab Januar 1996 ein wenig formschwach zeigte, mehrten sich die Gerüchte hinsichtlich eines bevorstehenden Wechsels im Sommer.
Dublin startete schleppend in die Spielzeit 1996/97. Nach einigen Niederlagen zu Beginn verlor er sein Kapitänsamt und nachdem er zwischenzeitlich auf die Bank rückversetzt worden war, gelang ihm erst bei seinem elften Einsatz gegen den FC Southampton (1:1) das erste Saisontor. Seine Beorderung in die Abwehrmitte fiel dann zeitlich überein mit einer Formverbesserung der Mannschaft im Dezember, als Dublin zudem in vier Spielen vier Tore bei Standardsituationen erzielte. Obwohl er nach zwei roten Karten in zwei aufeinanderfolgenden Spielen für sieben Spiele gesperrt wurde, fand er sukzessive in die Rolle des Stürmers und Torjägers zurück – besondere Aufmerksamkeit zog er mit einem Last-Minute-Tor zum 2:1-Sieg beim FC Liverpool auf sich. In der Saison 1997/98 war er zum vierten Mal bester Torschütze seines Vereins, so dass sein erstes A-Länderspiel für die englische Nationalmannschaft im Februar 1998 unter Glenn Hoddle gegen Chile (0:2) wenig überraschend kam. Dazu hatte er den vormaligen Rekord von Cyrille Regis mit den meisten Erstligatoren für Coventry City verbessert und er war der erste Spieler des Klubs nach gut 20 Jahren mit mehr als 20 Pflichtspieltreffern in einer Saison. Kontrovers war seine Hinausstellung nach einem Zweikampf gegen Colin Hendry. Obwohl der ihm vorgeworfene Ellenbogenschlag nach einer Videorecherche nicht aufrechterhalten werden konnte, hatte die anschließende Sperre weiter Bestand. Gemeinsam mit Blackburns Chris Sutton und Liverpools Michael Owen teilte er sich die Auszeichnung des besten Torjägers der Liga (jeder von ihnen hatte 18 Treffer in der Liga erzielt). Im Vorfeld der Endrunde zur WM 1998 in Frankreich war Dublin zunächst Teil des erweiterten englischen Kaders, aber im endgültigen 22-Mann-Aufgebot fand er keine Berücksichtigung.
Im November 1998 wechselte Dublin nach zwölf Einsätzen und vier Toren zu Beginn der Saison 1998/99 für 5,75 Millionen Pfund zu Aston Villa. Die Transferphase war von einigen Unstimmigkeiten mit der Vereinsführung von Coventry City begleitet, da diese zuvor ein Angebot der Blackburn Rovers in Höve von 6,75 Millionen Pfund akzeptiert hatte. Dublin hatte jedoch mit seiner Familie nicht so weit in die Ferne ziehen wollen. Durch eine angebliche Vertragsklausel war ihm jedoch zugesichert worden, dass er über jede Anfrage mit einer Ablösesumme von über fünf Millionen Pfund informiert werden musste und dadurch sein „Wunschkandidat“ Aston Villa, der deutlich weniger als das Höchstgebot zu zahlen bereit war aber als einziger, als einziger Klub in der gewünschten regionalen Nähe übrig blieb.

### Aston Villa (1998–2004)
Dublin begann bei seinem neuen Klub furios und erzielte in den ersten drei Spielen sieben Tore – ein Hattrick gegen Southampton und jeweils zwei Treffer gegen Tottenham und Liverpool. Dabei bildete er zunächst eine Sturmpartnerschaft mit Stan Collymore und später mit Julian Joachim. Ab Ende Januar 1999 plagten ihn zunehmend Probleme an der Leiste, aber eine für notwendig erachtete Operation wurde auch die Sommerpause verschoben. Am 18. November 1998 hatte er zuvor sein viertes und letztes Länderspiel für England gegen die Auswahl Tschechiens bestritten. Auch die Saison 1999/2000 begann vielversprechend für Dublin, der bis Dezember 1999 zwölf Treffer angesammelt hatte. Im selben Monat erlitt er dann während einer Partie gegen Sheffield Wednesday einen lebensgefährlichen Nackenbruch, wegen dessen er in den Nacken eine Titan-Platte, die drei Halswirbel zusammenhält, eingesetzt bekam. Im April 2000 konnte er eine Woche nach seiner Genesung Aston Villa beim Erreichen ihres ersten FA-Cup-Finales seit 43 Jahren helfen, indem er im Elfmeterschießen des Halbfinales einen Strafstoß gegen die Bolton Wanderers verwandelte. Das Finale verlor Villa mit 0:1 gegen den FC Chelsea.
Die sportliche Leistungskurve zeigte ab der Saison 2000/01 nach unten. Zwar erzielte er wettbewerbsübergreifend neun Tore und war damit treffsicherster Schütze von Aston Villa, aber die zuvor gezeigten Spitzenleistungen im Angriff wurden rarer – häufiger waren nun wieder seine Einsätze in der Abwehr. Regelrecht enttäuschend war dann die Spielzeit 2001/02, als ihm hinter Stürmern wie Juan Pablo Ángel und Darius Vassell in der Regel nur der Platz auf der Ersatzbank übrig blieb. Ende März 2000 wurde er für einige Wochen in die zweitklassige First Division an den FC Millwall ausgeliehen, wo er in fünf Ligapartien zwei Tore erzielte.
Als er zu Villa zurückkehrte, war er dort bei den ersten fünf Premier-League-Spielen der folgenden Saison 2002/03 nicht einmal Ersatzspieler, bevor er in der zweiten Halbzeit gegen den Lokalrivalen Birmingham City sein Comeback feierte. Spektakulär war sein Auftritt in der anschließenden Partie gegen den FC Everton, als er in der 85. Minute – nur vier Minuten nach seiner Einwechslung – den 3:2-Siegtreffer besorgte. Es folgten zwei weitere Tore gegen Luton Town im Ligapokal und Dublin hatte plötzlich wieder gute Karten im Kampf um einen Stammplatz – beim Heimspiel gegen West Ham United schoss er im November 2002 sein 100. Premier-League-Tor. In seinem letzten Jahr für Aston Villa agierte er häufig im Abwehrzentrum und diente dabei mit seiner Erfahrung als Führungsfigur. Sporadisch schaltete er sich bei Angriffen ein und zu den letzten Höhepunkten dort gehörte sein akrobatisches Tor zum 1:0 gegen den FC Southampton. Bei seinem letzten Auftritt gegen den Ex-Klub Manchester United (0:2) wurde er kurz vor Schluss eingewechselt und von den Zuschauern mit „stehenden Ovationen“ gefeiert. Dass sein im Sommer 2004 auslaufender Vertrag nicht verlängert werden sollte, war zu diesem Zeitpunkt bereits bekannt.

### Karriereausklang (2004–08)
Ablösefrei wechselte zu Dublin zu Leicester City, das kurz zuvor aus der ersten Liga in die neue zweitklassige Football League Championship abgestiegen war. Das Debüt gegen West Ham United ging schief, da er direkt mit einer roten Karte vom Platz gestellt wurde. Später jedoch wurde er zu einem festen Bestandteil der Mannschaft und er fand erneut zumeist im Abwehrzentrum seine neue Rolle. Die Torerfolge waren folglich selten; ein Höhepunkt war dabei sein später 2:1-Siegtreffer im Achtelfinale des FA Cups bei Charlton Athletic. Der ursprünglich auf ein Jahr fixierte Vertrag wurde dann von Trainer Craig Levein um weitere zwölf Monate verlängert. In einer häufig wechselnden Verteidigerreihe war Dublin in der Spielzeit 2005/06 weiter eine Konstante und in der Hinrunde übernahm er dazu gelegentlich die Kapitänsrolle. Kurz nachdem Levein dann den Verein verlassen hatte, wurde Dublins Vertrag am 30. Januar 2006 in beiderseitigem Einvernehmen aufgelöst. Noch am gleichen Tag unterschrieb er bei Celtic Glasgow einen bis zum Ende der Spielzeit befristeten Vertrag. Bei Celtic kam Dublin, der in erster Linie Chris Sutton ersetzen sollte, zwar zumeist nur von der Ersatzbank, aber neben dem Gewinn der schottischen Meisterschaft errang er auch den Ligapokal. Im Finale erzielte er nach seiner Einwechslung das entscheidende Tor gegen Dunfermline Athletic und spielte auch in der Liga oft genug, um eine der Meistermedaillen verliehen zu bekommen.
Dublin verkündete am 20. September 2006 den Wechsel zu Norwich City. Nach fast 20 Jahren kehrte er somit zu seinem Jugendklub zurück. Drei Tage später debütierte er per Einwechslung gegen Plymouth Argyle (1:3) und bei seinem dritten Einsatz gegen die Queens Park Rangers (3:3) schoss er den ersten Treffer für die „Kanarienvögel“. Obwohl er zum Ende der Saison 2006/07 bereits seinen 38. Geburtstag feierte, zeigte er sich in einem ausgezeichneten Fitnesszustand und seinen Beitrag zum Klassenerhalt in der zweiten Liga würdigten die eigenen Anhänger mit der vereinsinternen Auszeichnung zum „Spieler des Jahres“. In seiner letzten Profisaison 2007/08 schoss Dublin dann noch einmal neun Pflichtspieltreffer, bevor er beim finalen Auftritt beim 1:4 gegen Sheffield Wednesday am 4. Mai 2008 ein weiteres Mal mit viel Beifall verabschiedet wurde – gleichsam von den Fans beider Mannschaften und dazu von Schiedsrichter Mark Clattenburg. Den Rücktritt als Profifußballer hatte er bereits im Januar 2008 verkündet.

## Nach dem Fußball
Im Anschluss an seine aktive Karriere arbeitete Dublin gelegentlich als Experte für den Sender Sky Sports. Dort bestätigte er sich bei Champions-League-Partien beispielsweise als Co-Kommentator an der Seite von Martin Tyler.

## Titel/Auszeichnungen
- Englische Meisterschaft (1): 1993
- Englischer Supercup (1): 1994
- Schottische Meisterschaft (1): 2006
- Schottischer Ligapokal (1): 2006
- UI-Cup (1): 2001
- Englands Fußballer des Monats (2): Januar 1998, November 1998
- Torschützenkönig der Premier League (1): 1998 (gemeinsam mit Michael Owen und Chris Sutton)